# Nikkel-metál-hidrid akkumulátor
| NiMH akkumulátor specifikációja | NiMH akkumulátor specifikációja |
| ------------------------------- | ------------------------------- |
| Energia/tömeg                   | 30-80 Wh/kg                     |
| Energia/térfogat                | 140–300 Wh/l                    |
| Teljesítmény/tömeg              | 250–1000 W/kg                   |
| Töltés/kisütés hatásfok         | 66%                             |

A nikkel-metál-hidrid akkumulátor (rövidítése: NiMH) a nikkel-kadmium (NiCd) akkumulátorhoz hasonló, de negatív elektródája kadmium helyett hidrogén-megkötő ötvözet, nikkel-oxid-hidroxid (NiOOH). A NiCd akkumulátorhoz hasonlóan a pozitív elektróda a Nikkel (Ni). Egy NiMH akkumulátor kapacitása az azonos méretű NiCd-énak a 2-3-szorosát is elérheti. Viszont a lítiumion-akkumulátorhoz képest az energiasűrűsége kisebb, az önkisülése pedig nagyobb.
A közönséges AA (ceruza-)méretű akkumulátorok névleges töltőkapacitása (C) 1100 mAh … 2700 mAh lehet 1,2 V-on, általában 0,2×C/h kisütési ütemnél mérve. A hasznos teljesítmény fordítottan arányos a kisütés ütemével, de kb. 1×C-ig (1 óra alatti kisütés) nem tér el lényegesen a névleges teljesítménytől.
A NiMH anyagra jellemző energiasűrűség mintegy 70 Wh/kg (250 kJ/kg), a térfogati energiasűrűség kb. 300 Wh/l (360 MJ/m3).

## Története

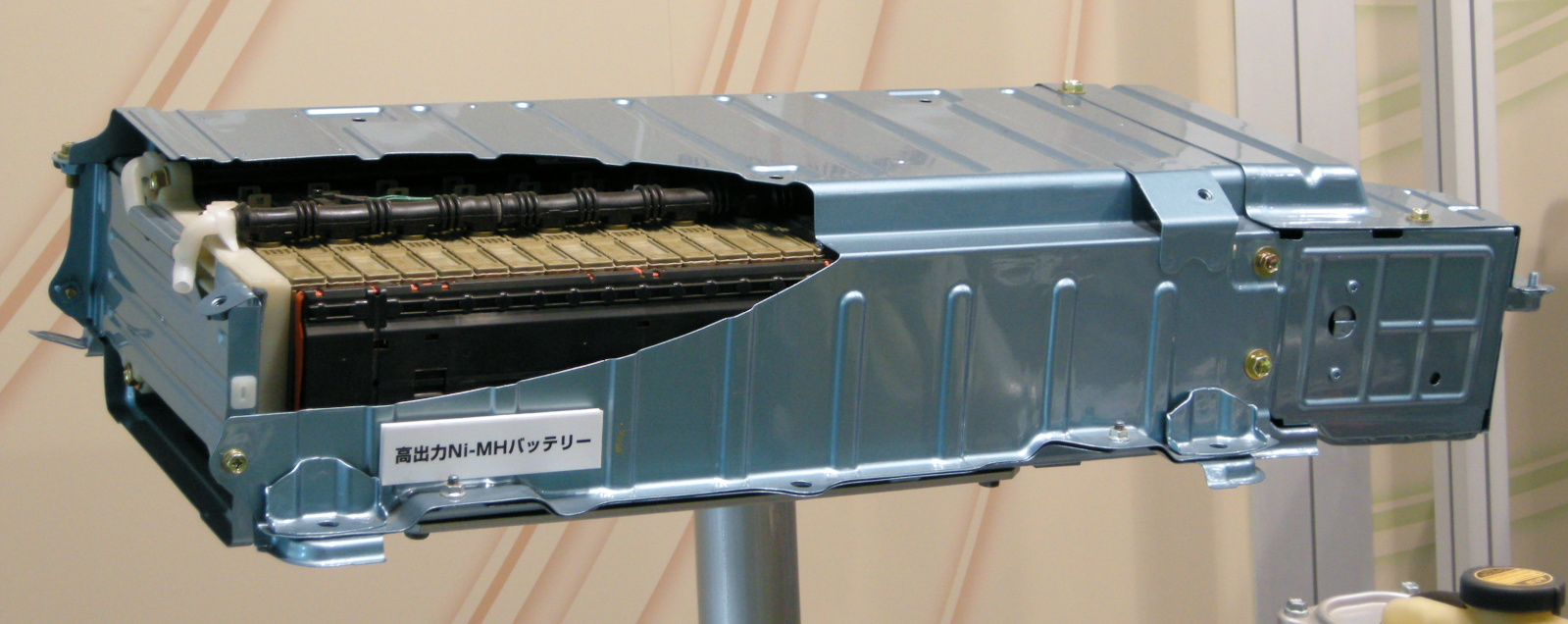
A Toyota Prius egy Ni–MH akkumulátor egysége

A NiMH akkumulátorokat az 1980-as évek végén kezdték kereskedelmi forgalomba hozni. A pozitív elektródát Dr. Masahiko Oshitani (Yuasa Corp.), a nagy teljesítményű „paste electrode” technológia úttörője fejlesztette ki. Ezt a nagy teljesítményű elektródát a Philips Laboratories-ban és a francia CNRS labs-ben építették össze a nagy teljesítményű hibrid ötvözet negatív elektródával az 1970-es években, eljutva az új, környezetbarát, nagy teljesítményű NiMH akkumulátorhoz.

## A ceruza (AA és AAA)  NiMH akkumulátorok felépítése
A ceruzaakkumulátorok külleme megegyezik a hagyományos (eldobható) alkáli elemekével. Lényeges különbség a leadott feszültségükben valamint az áramsűrűségükben mutatkozik.
A feszültség, mint fentebb említve volt 1.2 V, amely egy névleges feszültség. 90-100%-os töltöttség esetén 1.25-1.28 V.
A felépítése is lényeges különbséget mutat az alkáli elemek felépítésétől. Míg az alkáli szén-cink elem egy tömör, ammónium-hidroxid (NH4OH) oldattal átitatott barnakőporba ágyazott grafit elektródból áll, addig az újratölthető NiMH akkumulátorok egy felcsavart NiOOH oldattal átitatott szűrőpapír két oldalán elhelyezkedő nikkelötvözet-lemez helyezkedik el. A két lemez közül az egyik anódként, a másik katódként viselkedik. A két pólus közötti ionátmenetet a nedves hidroxidionos szűrőpapír biztosítja.

## Az NiMH akkumulátorok vegyi reakciói

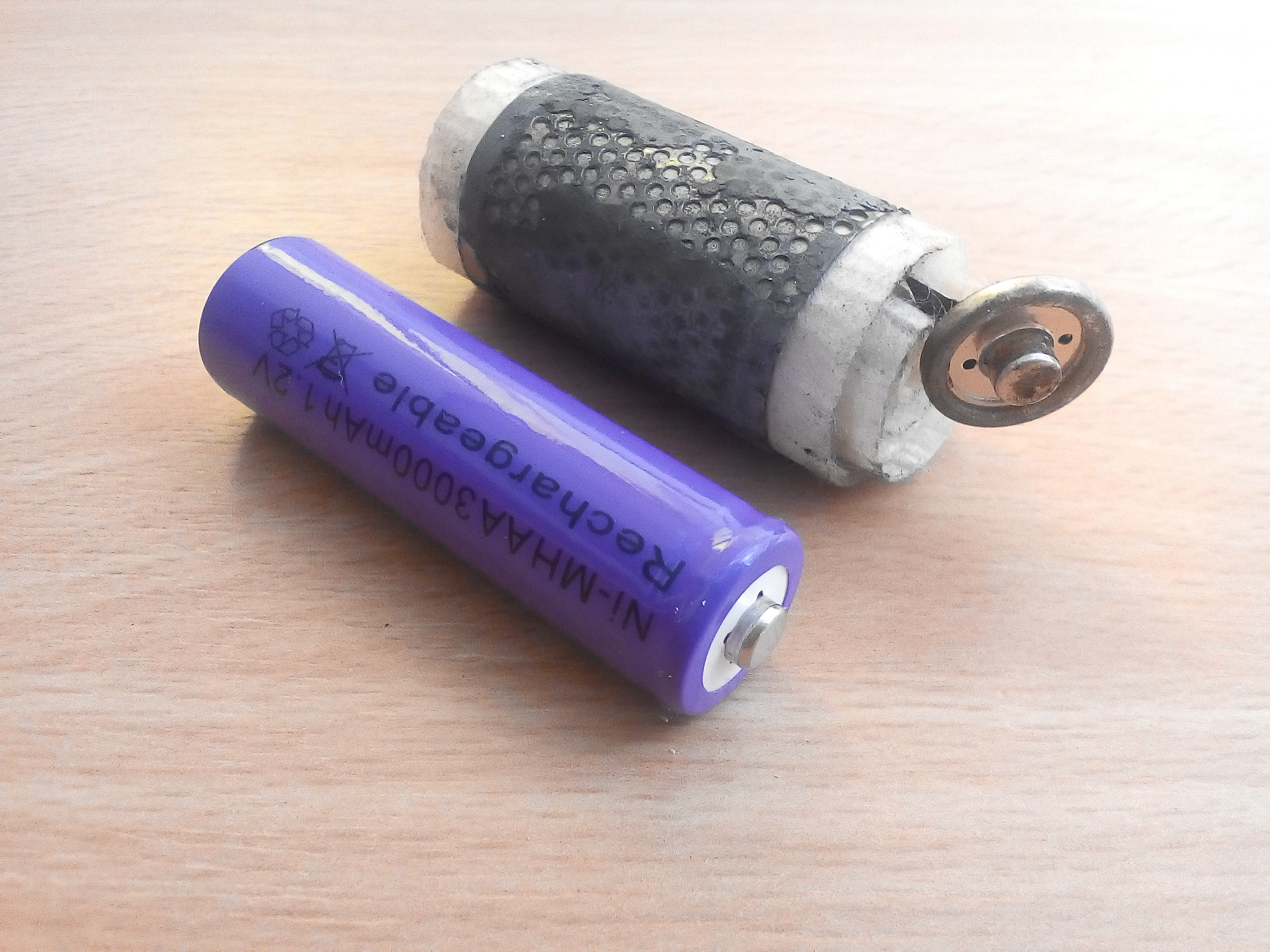
NiMH-akkumulátor kívül és belül

## Az NiMH akkumulátorok vegyi reakciói[1]
A katódon végbemenő redukció:
{\displaystyle {\ce {{\overset {+3}{Ni}}O( OH ) + H_2O + e^- <=> {\overset {+2}{Ni}}(OH)2 + OH-}}} (-0,83 V)
Az anódon végbemenő oxidáció:
{\displaystyle {\ce {{\overset {+1}{M}}H + OH- <=> {\overset {0}{M}}+ H_2O + e-}}} (+0,49 V)
Az összesített redoxireakció:
{\displaystyle {\ce {{\overset {+1}{M}}H + {\overset {+3}{Ni}}OOH <=> {\overset {0}{M}}+ {\overset {+2}{Ni}}(OH)2}}} (+1,32 V)

## Helytelen névváltozat
A magyar nyelvű szakirodalomban számos helyen találkozunk a „nikkel-metál-hibrid” félrehallott névváltozattal.

## Fordítás
Ez a szócikk részben vagy egészben  a   nickel-metal hydride battery című angol Wikipédia-szócikk fordításán alapul.  Az eredeti cikk szerkesztőit annak laptörténete sorolja fel. Ez a jelzés csupán a megfogalmazás eredetét és a szerzői jogokat jelzi, nem szolgál a cikkben szereplő információk forrásmegjelöléseként.